# سيباستيان دياز
سيباستيان دياز (بالإسبانية: Sebastian Díaz Villán)‏ هو لاعب كرة قدم أوروغواياني في مركز الدفاع، ولد في 28 يونيو 1983 في مونتيفيديو في الأوروغواي. لعب مع خميناسيا خوخوي وديفينسور سبورتينغ وسنترال إسبانيول ونادي راسينغ مونتيفيديو ونادي كوميونيكيشنس وهوراكان.

## وصلات خارجية
- سيباستيان دياز على موقع قاعدة بيانات كرة القدم.إي يو (الإنجليزية)
- سيباستيان دياز على موقع Soccerway.com (الإنجليزية)